# Karoowia protocetrarica
Karoowia protocetrarica är en lavart som beskrevs av Hale. Karoowia protocetrarica ingår i släktet Karoowia och familjen Parmeliaceae.   Inga underarter finns listade i Catalogue of Life.